# Ruská Voľa nad Popradom
Ruská Voľa nad Popradom est un village de Slovaquie situé dans la région de Prešov.

## Histoire
Première mention écrite du village en 1357.

## Démographie

### Évolution de la population
| Année:               | 1994. | 2004.    | 2014.   | 2024.    |
| -------------------- | ----- | -------- | ------- | -------- |
| Nombre de personnes: | 128   | 108      | 102     | 85       |
| Différence:          |       | -15,62 % | -5,55 % | -16,66 % |

| Année:               | 2023. | 2024.   |
| -------------------- | ----- | ------- |
| Nombre de personnes: | 80    | 85      |
| Différence:          |       | +6,25 % |

## Anciennes dénominations
- 1588: Nowawolya, Volya
- 1635: Volya, noviter sicata
- 1773: Ruska Wolya, Orosz-Volya
- 1786: Orosz Wolya
- 1808: Orosz-Alsó-Vólya, Orosz Felso-Volya, Ruská Wola
- 1863: Oroszvolya
- 1907: Poprádokros
- 1920: Ruská Voľa
- 1960: Ruská Voľa nad Popradom

## Démographie
- 1787: 114 habitants
- 1828: 260 habitants
- 1869: 293 habitants
- 1880: 236 habitants
- 1890: 235 habitants
- 1900: 179 habitants
- 1910: 208 habitants
- 1921: 188 habitants
- 1930: 216 habitants
- 1940: 227 habitants
- 1948: 191 habitants
- 1961: 207 habitants
- 1970: 205 habitants
- 1980: 183 habitants
- 1991: 123 habitants